# Bernard Augé
Pour les articles homonymes, voir Augé.
 (juillet 2025).
Bernard Augé, né le 10 août 1852 à Combret-de-Saint-Sernin (Aveyron) et mort le 31 mai 1926 à Rodez (Aveyron), est un homme politique français.

## Biographie
Médecin à Rodez, il est médecin chef des hospices civils. Conseiller général du canton de Pont-de-Salars de 1913 à son décès, il est député de l'Aveyron de 1912 à 1924, inscrit au groupe de l'Action libérale, puis de l'Entente républicaine démocratique.

## Sources
- « Bernard Augé », dans le Dictionnaire des parlementaires français (1889-1940), sous la direction de Jean Jolly, PUF, 1960 [détail de l’édition]